# Asztalos Lajos (sakkozó)
Asztalos Lajos, született Asztalos Lajos Ferenc Ignác Mária (Pécs, 1889. július 29. – Budapest, 1956. október 31.) főgimnáziumi tanár, sakkozó, nemzetközi mester, sakkolimpikon, magyar bajnok, nemzetközi versenybíró, sakkszakíró, sportvezető.

## Pályafutása
Asztalos János ügyvéd és Gaál Ilona (Gál Hermin) színésznő fia. A Budapesti Tudományegyetemen görög és latin nyelvszakos középiskolai tanári oklevelet szerzett. 1912-ben magyar sakkmesteri, 1949-ben nemzetközi mesteri szintre jutott. Az 1913–1936 között rendezett nemzetközi sakkversenyeken számos esetben nyert, vagy helyezést ért el.
1911-től, valamint Magyarországra visszatelepülését követően 1943-tól többször vett részt a magyar bajnokságokon (nemzeti mesterversenyeken). 1911-ben Budapesten a 6–8. helyen végzett, 1912-ben Temesváron ezüstérmes, 1913-ban Debrecenben megszerezte a bajnoki címet. 1943-ban bronzérmes és 1946-ban a 7. helyet szerezte meg.
Az 1907-ben alakult Fővárosi Sakkozó Társaság könyvtárosa, 1912-ben a Társaság titkárává választották, és a Budai Sakkozó Társaság választmányi tagja lett. 1918-ban a Magyar Birodalmi Sakkszövetség jegyzőjévé választották.
1917. október 10-én Budapesten feleségül vette Popovity Natáliát.
Az első világháborút követően, 1920–1942 között, Szerbiában élt, és a jugoszláv válogatott tagjaként vett részt két hivatalos (1927, 1931) és két nemhivatalos sakkolimpián (1926, 1936). 1942-ben tért vissza Magyarországra.
1946-1949-ig a Magyar Országos Sakkszövetség kapitánya volt, majd ezután 1955-ig a Magyar Sakkszövetség elnöke lett. 1949–1956 között a Nemzetközi Sakkszövetség (FIDE) elnökségi tagja, a FIDE nemzetközi minősítő bizottságának elnöke volt. Az 1951-től megjelenő Magyar Sakkélet szerkesztő bizottsági tagjaként, főmunkatársaként számos cikket tett közzé e folyóiratban, egészen 1956-ig. Ugyancsak írt tanulmányokat a Kecskeméten megjelenő, Magyar Sakkvilágba (a Magyar Dolgozók Országos Sakkszövetsége hivatalos lapja) 1946-1947 között. Romanovszki Péter: A megnyitás alapelveiről címmel a Magyar Sakkvilág Könyvtára című sorozatban megjelent tankönyve az ő fordítása volt.

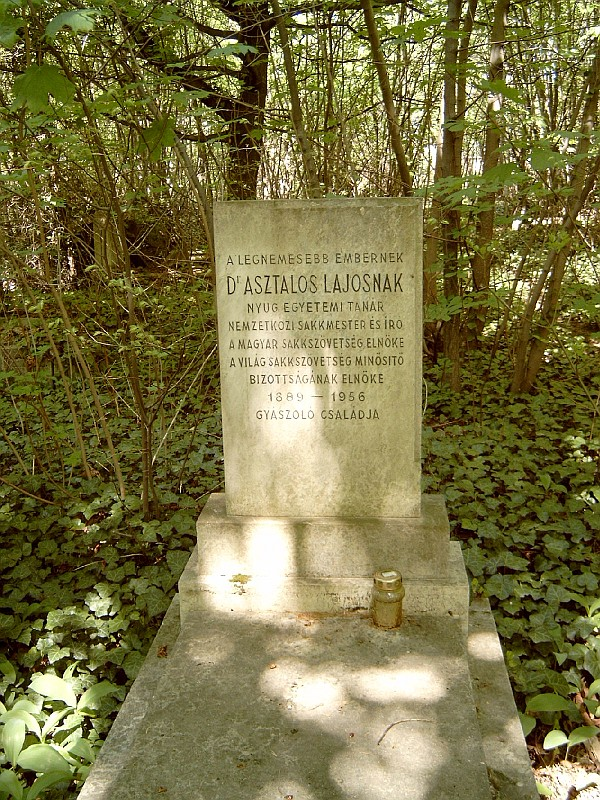
Asztalos Lajos sírja Budapesten. Fiumei úti sírkert: 33/3-1-18.

Fő műve a Bán Jenővel együtt írt A sakkjáték elemei c. könyv, mely máig a magyar sakkozás „bibliája”. Földi József kiegészítésével nyolcadszor adták ki 2005-ben, s a kommentár szerint „A magyar sakktársadalom régi álma, vágya teljesül, amikor hosszú-hosszú évek után ismét megjelenik az `Asztalos – Bán`!”

## Művei
- A sakkjáték elemei I-III. (Bán Jenővel, Budapest, 1949), újabb kiadása 1991.
- Botvinnik győzelme a sakkvilágbajnoki küzdelemben (Barcza Gedeonnal, Kecskemét, 1949);
- A XX. szovjet sakkbajnokság. (Flórián Tiborral együtt). Sport Kiadó, Kecskemét, 1953.  160 oldal
- A XXI. szovjet sakkbajnokság. Sport Lap és Könyvkiadó Vállalat, Budapest, 1955. (A magyar sakkélet könyvei sorozatban). 159 oldal

## Emlékezete
- Nevét az 1958 óta évenként rendezett budapesti nemzetközi sakkverseny vándordíja őrzi.
- Dr. Asztalos Lajos nevét viselő nemzetközi emlékversenyeket rendeztek 1958-1960 között Balatonfüreden, 1961-ben Debrecenben, 1963-ban Miskolcon, 1964-ben Pécsett, majd 1965-ben Gyulán, 1966-ban Szombathelyen, 1967-ben Salgótarjánban, melyeknek leírását a  Magyar Sakkszövetség  megjelentette.
- Cikkeinek válogatása jelent meg a  Németh László szerkesztette 100 éves a Monori Sportegyesület, 1901-2001 című tanulmánykötetben.

## Díjai, elismerései
- Magyar Népköztársasági Sportérdemérem arany fokozat (1951)[12]